# ГЕС Ney Aminthas de Barros Braga (Segredo)
ГЕС Ney Aminthas de Barros Braga (Segredo) — гідроелектростанція на південному сході Бразилії у штаті Парана. Знаходячись між ГЕС Bento Munhoz da Rocha Netto (вище за течією) та ГЕС Салту-Сантьягу, входить до складу каскаду на річці Ігуасу, яка впадає зліва в другу за довжиною річку Південної Америки Парану.
У межах проєкту річку перекрили кам'яно-накидною греблею із бетонним облицюванням висотою 145 метрів та довжиною 700 метрів, для спорудження якої воду відвели за допомогою двох тунелів діаметром по 13,5 метра та довжиною 0,7 та 0,8 км. Гребля утримує водосховище з площею поверхні 80 км2 та об'ємом 2940 млн м3 (корисний об'єм 388 млн м3).
Окрім власного стоку, сюди через тунель довжиною 4,7 км та діаметром 9,5 метра перекидається вода із правої притоки Іґуасу Rio Jordão, яку перекрили греблею з ущільненого котком бетону висотою 95 метрів та довжиною 550 метрів, що потребувала 647 тис. м3 матеріалу. При різних позначках рівня поверхні у водосховищах цим шляхом може перекидатись від 119 до 196 м3/с, що збільшило виробництво основної ГЕС на 10 %.
Пригреблевий машинний зал обладнали чотирма турбінами типу Френсіс потужністю по 315 МВт, які забезпечують виробіток 5430 млн кВт·год електроенергії на рік.